# Porphyrkuppen Burgstetten bei Niemberg
Die Porphyrkuppen Burgstetten bei Niemberg sind ein FFH-Gebiet in der Stadt Landsberg und der Gemeinde Petersberg im Saalekreis in Sachsen-Anhalt.

## Allgemeines
Das FFH-Gebiet ist circa 52 Hektar groß. Es ist durch die Landesverordnung zur Unterschutzstellung der Natura 2000-Gebiete im Land Sachsen-Anhalt (N2000-LVO LSA) seit dem 21. Dezember 2018 rechtlich gesichert. Zuständige untere Naturschutzbehörde ist der Saalekreis.

## Beschreibung
Das FFH-Gebiet liegt nordöstlich von Halle (Saale). Es umfasst mehrere Porphyrkuppen mit den sie umgebenden Offenlandbereichen und Gehölzstrukturen sowie die dazwischenliegenden Ackerflächen. Auf den Offenlandbereichen siedelt grasreicher Halbtrockenrasen aus Echtem Wiesenhafer, Rotstraußgras und Kleinem Schillergras. Darin siedeln unter anderem Frühlingsadonisröschen und Illyrischer Hahnenfuß.
Auf anstehendem Porphyrgestein siedeln kleinflächig die Moose Polytrichum piliferum und Ceratodon purpureus sowie Flechten der Gattungen Lecanora und Cetraria, außerdem Frühlingsspark, Dunkles Hornkraut, Triftenknäuel, Dreiteiliger Ehrenpreis, Feldehrenpreis, Frühlingshungerblümchen, Doldenspurre, Furchen-, Schaf- und Walliser Schwingel, Zypressenwolfsmilch, Kleines Habichtskraut, Felsenfetthenne und Feldbeifuß. Auf einer Fläche ist Heide mit nur spärlichem Vorkommen der Besenheide sowie Gräsern wie Rotstraußgras, Dreizahn und Zierlichem Schillergras ausgebildet.
Das Gebiet beherbergt ein Vorkommen der Zauneidechse.
Das in der Halleschen Ackerlandschaft liegende FFH-Gebiet wird nach Nordosten und im Süden von Kreisstraßen begrenzt. Im Westen verläuft ein Feldweg.